# Стокдэйл, Джеймс Бонд
Джеймс Бонд Стокдэйл (англ. James Bond Stockdale; 23 декабря 1923 — 5 июля 2005)— вице-адмирал ВМС США, один из самых награждённых офицеров в истории американского военно-морского флота. За мужество, проявленное в плену во время Вьетнамской войны, был удостоен высшей военной награды США — Медали Почёта. Неудачно выдвигался на пост вице-президента в 1992 году.

## Биография
Стокдэйл родился в Абингдоне, штат Иллинойс. В 1943 году поступил в Военно-морскую академию США, окончил её в 1946 году.
В 1949 году начал проходить лётную подготовку, после которой стал лётчиком военно-морской авиации.
В 1959 году по направлению военно-морского флота обучался в Стэнфордском университете, где получил степень магистра международных отношений.
Участвовал во Вьетнамской войне.
В 1964 году принимал участие в Тонкинском инциденте.
В 1965 году был сбит над Северным Вьетнамом. С 1965 по 1973 год провёл в заключении во вьетнамской тюрьме Хоало. Возглавлял группу сопротивления администрации тюрьмы. В 1973 году был освобождён.
Вместе с женой написал книгу воспоминаний о годах заключения «In Love and War: the Story of a Family's Ordeal and Sacrifice During the Vietnam War», опубликована в 1984 году.
На президентских выборах в 1992 году баллотировался в вице-президенты в паре с Россом Перо, они заняли третье место, набрав 18,9 %.
Последние годы жизни Стокдэйл провёл в Коронадо, Калифорния, страдая болезнью Альцгеймера.
Скончался в июле 2005 года, похоронен на кладбище Академии ВМС США.

## В культуре

### На телевидении
- «Любя и воюя» (1987) — американский художественный телефильм, снят по книге воспоминаний Джеймса Стокдэйла.

## Память
- В честь Джеймса Стокдэйла назван эсминец «Стокдэйл» (DDG-106) типа «Арли Бёрк».
- В Академии ВМС США установлена его статуя.